# Statue Gustavs III.

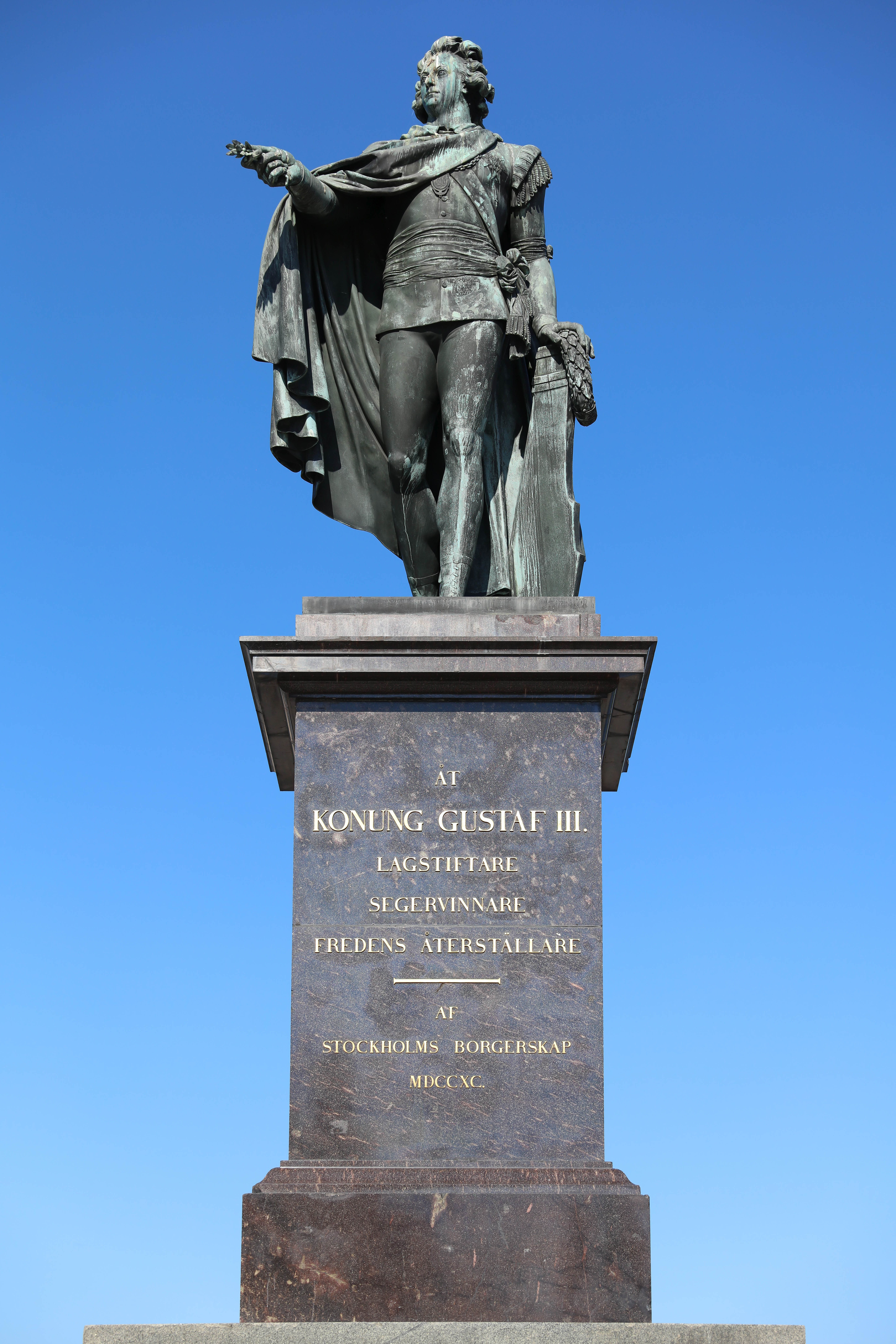
Denkmal für Gustav III. in Stockholm, 2018

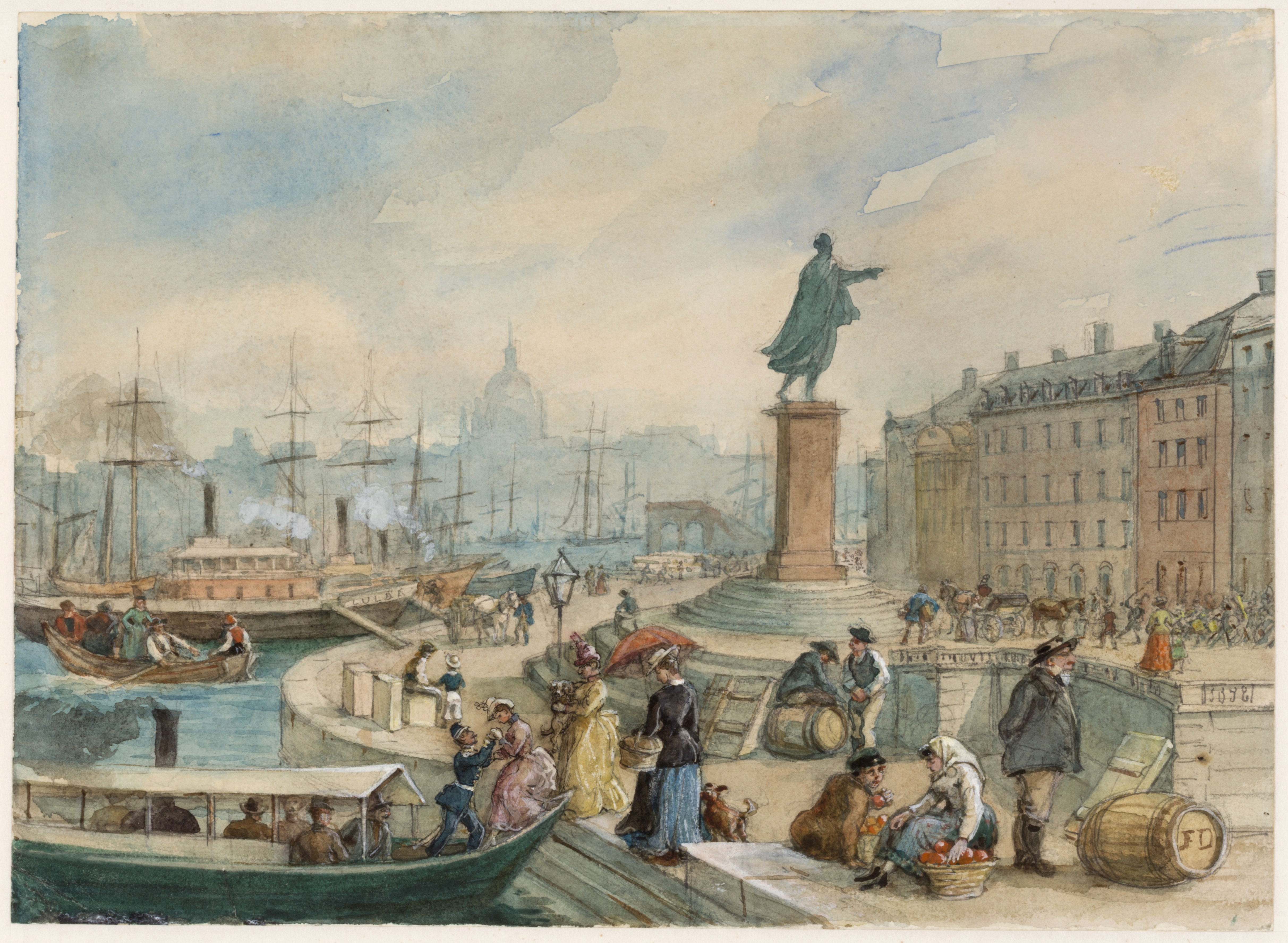
Gemälde aus dem Jahr 1860 von Fritz von Dardel mit einer Darstellung des Denkmals

Die Statue Gustavs III. ist ein Bronzestandbild des schwedischen Königs Gustav III. im Stockholmer Stadtteil Gamla stan.

## Lage
Die Statue steht in unmittelbarer Nähe des königlichen Schlosses auf dem nördlichen Teil der Skeppsbron, der Kaianlage der Stockholmer Altstadt, gegenüber der Einmündung des Slottsbacken.

## Geschichte
Das Denkmal wurde von der Stadt Stockholm in Auftrag gegeben und gilt als das letzte große Werk des schwedischen Bildhauers Johan Tobias Sergel. Die Initiative zu seiner Aufstellung war noch von Gustav III. selbst ausgegangen. Es wurde 1790 auf der Grundlage einer Entwurfszeichnung Sergels bestellt. Ein erstes verkleinertes Gipsmodell von 1791 befindet sich im Nationalmuseum Stockholm. Das (nicht erhaltene) Gipsmodell in Originalgröße wurde 1793 fertiggestellt, der Guss der Bronzestatue erfolgte 1799. Das Standbild wurde 1808 aufgestellt. Im Jahr 2007 erfolgte eine Restaurierung des Denkmals.

## Gestaltung
Das Denkmal besteht aus einer Bronzeskulptur des schreitenden Königs in Ganzfigur auf einem hohen Sockel aus Älvdalener Porphyr. Sie hält den Moment fest, als Gustav III. nach dem siegreichen Russisch-Schwedischen Krieg (1788–1790) triumphierend an Land geht. Das Denkmal wurde an der Stelle errichtet, an der seine Heimkehr erfolgte. Die Figur des Königs trägt eine Marineuniform mit Feldbinde und Degen sowie einen über der linken Schulter geschlossenen weiten Umhang. Sie hält in der linken Hand, die sich auf das Ruder eines Schiffes stützt, einen Lorbeerkranz als Siegeszeichen und in der vorgestreckten rechten Hand einen Ölzweig als Symbol des Friedens. Für die Körperhaltung der Figur ließ sich Sergel von der antiken Skulptur des Apollo von Belvedere inspirieren.
Der Sockel trägt in Schwedisch die Inschrift: